# Кравцова, Мария Витальевна
Мари́я Вита́льевна Кравцо́ва (псевдоним «Ма́риКа»; род. 22 февраля 1985, Москва) — российская актриса кино, телевидения и дубляжа, телеведущая, дизайнер одежды, топ-модель.

## Биография
Мария Витальевна Кравцова родилась 22 февраля 1985 года в Москве. Окончила Российский Государственный Гуманитарный Университет по специальности — PR.
Когда ей исполнилось 12 лет, мать отдала её в школу моделей Вячеслава Зайцева.
В 15 лет закончила 9 классов, 10-й и 11-й сдала экстерном. Первая обложка журнала «Cool Girl» в 13 лет, затем такие журналы, как «Крестьянка», «Oops!» и «Fit for Fun», потом — «Harper's Bazaar», «Playboy», «XXL», «FHM» и другие. Съёмки в видеоклипах популярных артистов, таких, как группа «Руки Вверх» (песня «18 мне уже»), съёмки в рекламе таких брендов, как Coca Cola, 7 Up, M&Ms, Samsung, Снежная Королева, Спортмастер и многих других. В 16 лет Мария Кравцова получила титул 1-й «Вице-Мисс Москва-2001», принимала участие во множестве конкурсов, в том числе в конкурсе Super model of the World. С 2001 года Кравцова — представительница крупнейших модельных агентств.
В 2005 году Кравцова дебютировала на канале «MTV Россия» в роли ведущей музыкального хит-парада «Euro-top 20» под псевдонимом МариКа. За время работы на канале «MTV Россия» Кравцова вела передачи: «Элементарный секс», «Ночной флирт», «Пятеро в отрыве», «Гид по стилю», «Бабий бунт» и другие. В 2010 году вернулась туда и вела там программу «Шопоголики».
В 2007 году Кравцова стала ведущей шоу «Танцы без правил» на канале «ТНТ». Осенью 2007 года предстает в роли дизайнера одежды под собственным брендом «Masha Kravtsova», выпуская свою первую коллекцию в рамках Недели Моды в Москве под названием «Да..Да..Да..Ещё!» (сезон — весна-лето 2008 года). Весной 2008 года представила свою вторую коллекцию одежды в рамках Russian Fashion Week сезона осень-зима 2008—2009 под названием «ЗиМарика».
В конце 2008 года Кравцова заняла первое место на конкурсе «Звёздная Мисс Россия».

## Личная жизнь
В 2012 году вышла замуж за бизнесмена.

## Коллекции
- «Да..Да..Да..Ещё!» (сезон — весна-лето 2008 года) в рамках Недели Моды в Москве.
- «ZiMarika» (сезон — осень-зима 2008/2009) в рамках Russian Fashion Week.
- «А мне больше нравится небо на каждый день…» (сезон — весна-лето 2009 года) в рамках Russian Fashion Week.
- «Коллекция № 4» (сезон — осень-зима 2009/2010) в рамках Russian Fashion Week.
- «Коллекция № 5» (сезон — весна-лето 2010) в рамках Milan Fashion Week и Russian Fashion Week.
- «MuscoviteS by Masha Kravtsova» (сезон — осень-зима 2010/2011) в рамках Russian Fashion Week.
- «MuscoviteS by Masha Kravtsova» (сезон — весна-лето 2011 года) в рамках Russian Fashion Week.
- «MuscoviteS by Masha Kravtsova» (сезон — осень-зима 2011/2012) в рамках Russian Fashion Week.

## Фильмография

### Актриса
- 2003 — Каменская 3 (серия «Седьмая жертва») — мама «Шутника»
- 2006 — Здрасьте, я ваше папо! (6 серия) — в роли самой себя
- 2006 — Клуб (1 сезон, серия 11) — в роли самой себя
- 2007 — Клуб (3 сезон, серия 5) — в роли самой себя
- 2007 — Самый лучший фильм — проститутка № 2
- 2008 — Платон — в роли самой себя
- 2012 — 8 первых свиданий — режиссёр, подруга Веры Павловны Казанцевой
- 2013 — Остров везения

### Дубляж
- 2007 — В гости к Робинсонам (мультфильм) — тётя Билли